# منطقة جايسالمر
جايسالمر رمزها «JS» (بالإنجليزية: Jaisalmer)‏ ، هو تقسيم إداري لدولة الهند تتبع ولاية راجاستان (بالإنجليزية: Rajasthan)‏ ، مركزها هو مدينة جايسالمر (بالإنجليزية: Jaisalmer)‏ عدد سكانها حسب تعداد سنة 2001 هو 507,999 ، مساحتها 38,401 كم² وكثافة السكان 13 لكل كم² .

## المناخ
يظهر الجدول التالي التغييرات المناخية على مدار السنة لمنطقة جايسالمر:
| البيانات المناخية لـمنطقة جايسالمر | البيانات المناخية لـمنطقة جايسالمر | البيانات المناخية لـمنطقة جايسالمر | البيانات المناخية لـمنطقة جايسالمر | البيانات المناخية لـمنطقة جايسالمر | البيانات المناخية لـمنطقة جايسالمر | البيانات المناخية لـمنطقة جايسالمر | البيانات المناخية لـمنطقة جايسالمر | البيانات المناخية لـمنطقة جايسالمر | البيانات المناخية لـمنطقة جايسالمر | البيانات المناخية لـمنطقة جايسالمر | البيانات المناخية لـمنطقة جايسالمر | البيانات المناخية لـمنطقة جايسالمر | البيانات المناخية لـمنطقة جايسالمر |
| الشهر                              | يناير                              | فبراير                             | مارس                               | أبريل                              | مايو                               | يونيو                              | يوليو                              | أغسطس                              | سبتمبر                             | أكتوبر                             | نوفمبر                             | ديسمبر                             | المعدل السنوي                      |
| ---------------------------------- | ---------------------------------- | ---------------------------------- | ---------------------------------- | ---------------------------------- | ---------------------------------- | ---------------------------------- | ---------------------------------- | ---------------------------------- | ---------------------------------- | ---------------------------------- | ---------------------------------- | ---------------------------------- | ---------------------------------- |
| متوسط درجة الحرارة الكبرى °م (°ف)  | 23.7 (74.7)                        | 27.2 (81.0)                        | 32.8 (91.0)                        | 38.4 (101.1)                       | 47.7 (117.9)                       | 48.0 (118.4)                       | 42.8 (109.0)                       | 36.0 (96.8)                        | 36.5 (97.7)                        | 36.1 (97.0)                        | 31.1 (88.0)                        | 25.4 (77.7)                        | 35.5 (95.9)                        |
| متوسط درجة الحرارة الصغرى °م (°ف)  | 7.9 (46.2)                         | 10.9 (51.6)                        | 16.8 (62.2)                        | 22.2 (72.0)                        | 25.7 (78.3)                        | 27.1 (80.8)                        | 26.5 (79.7)                        | 25.4 (77.7)                        | 24.3 (75.7)                        | 20.5 (68.9)                        | 13.8 (56.8)                        | 8.9 (48.0)                         | 19.2 (66.5)                        |
| الهطول مم (إنش)                    | 1.3 (0.05)                         | 4.0 (0.16)                         | 3.2 (0.13)                         | 18.1 (0.71)                        | 9.2 (0.36)                         | 16.1 (0.63)                        | 56.1 (2.21)                        | 79.0 (3.11)                        | 16.2 (0.64)                        | 2.5 (0.10)                         | 1.3 (0.05)                         | 2.5 (0.10)                         | 209.5 (8.25)                       |
| متوسط أيام هطول الأمطار (≥ 0.1 mm) | 0.6                                | 1.0                                | 0.9                                | 0.4                                | 0.8                                | 1.1                                | 3.9                                | 3.9                                | 2.1                                | 0.4                                | 1.1                                | 0.5                                | 16.7                               |
| المصدر: WMO                        |                                    |                                    |                                    |                                    |                                    |                                    |                                    |                                    |                                    |                                    |                                    |                                    |                                    |